# Линия 5 (Парижское метро)
Линия 5 — одна из шестнадцати линий Парижского метрополитена. На 2009 год пассажиропоток составил 101 миллион пассажиров (8-е место). На схемах обозначается оранжевым цветом и числом 5.

## История
Линия была открыта в 1906 году, после чего несколько раз продлевалась. В 1942 году юго-западная дуга линии была передана линии 6, после чего линия 5 приобрела современный вид. После этого открылся только один участок — продление линии в Бобиньи в 1985 году.

## Карта

## Галерея

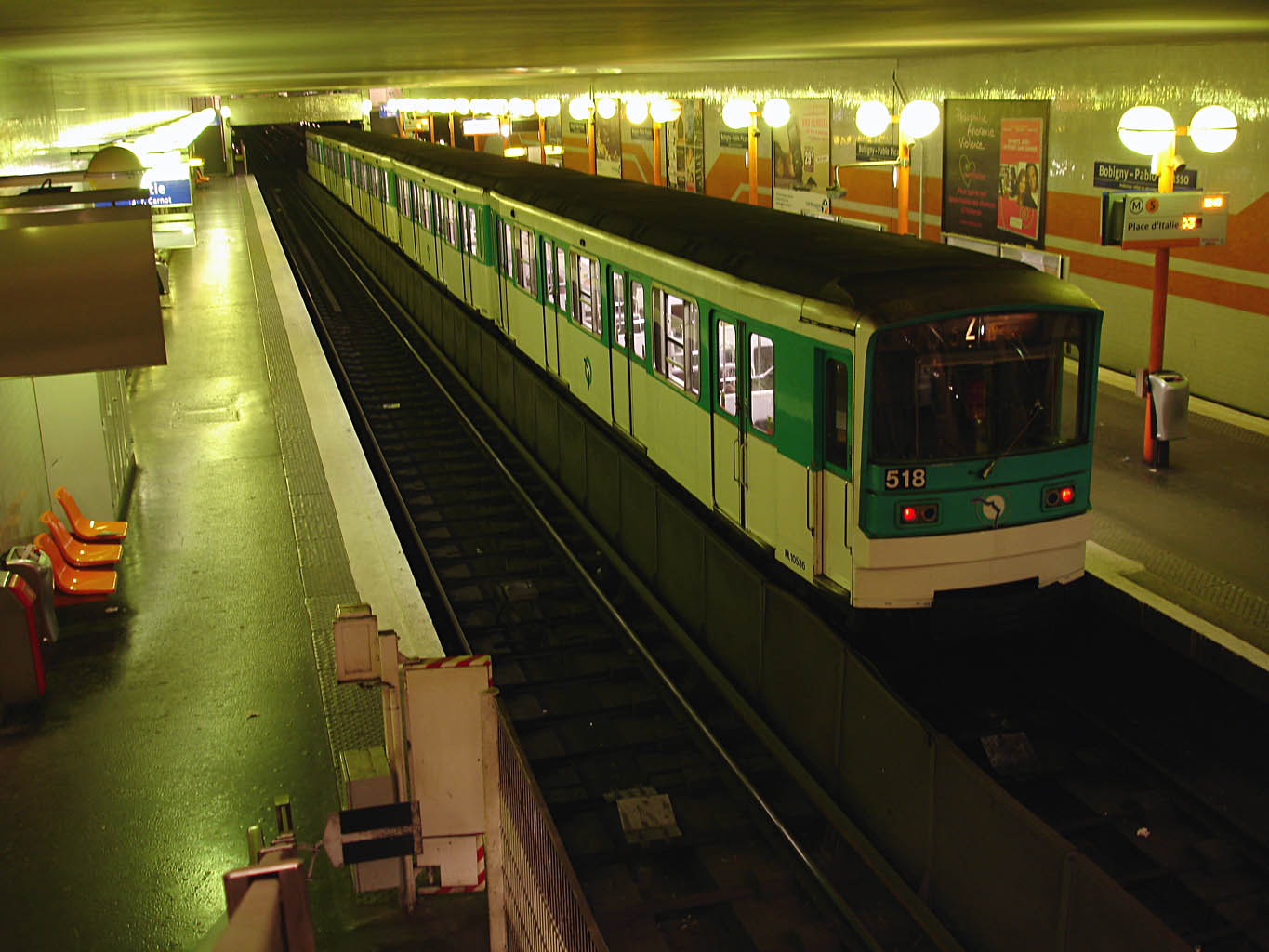
Бобиньи — Пабло Пикассо
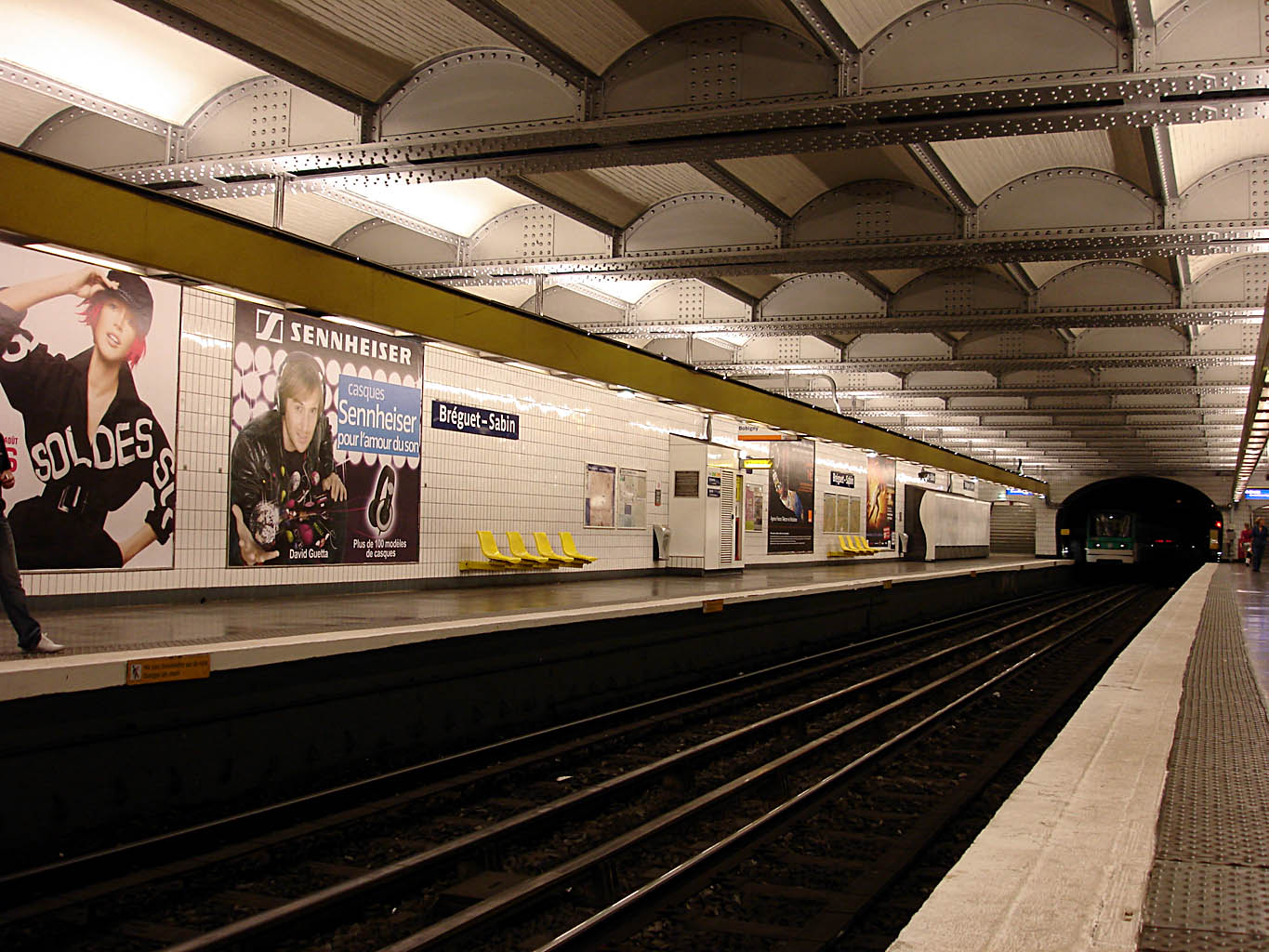
Бреге — Сабен
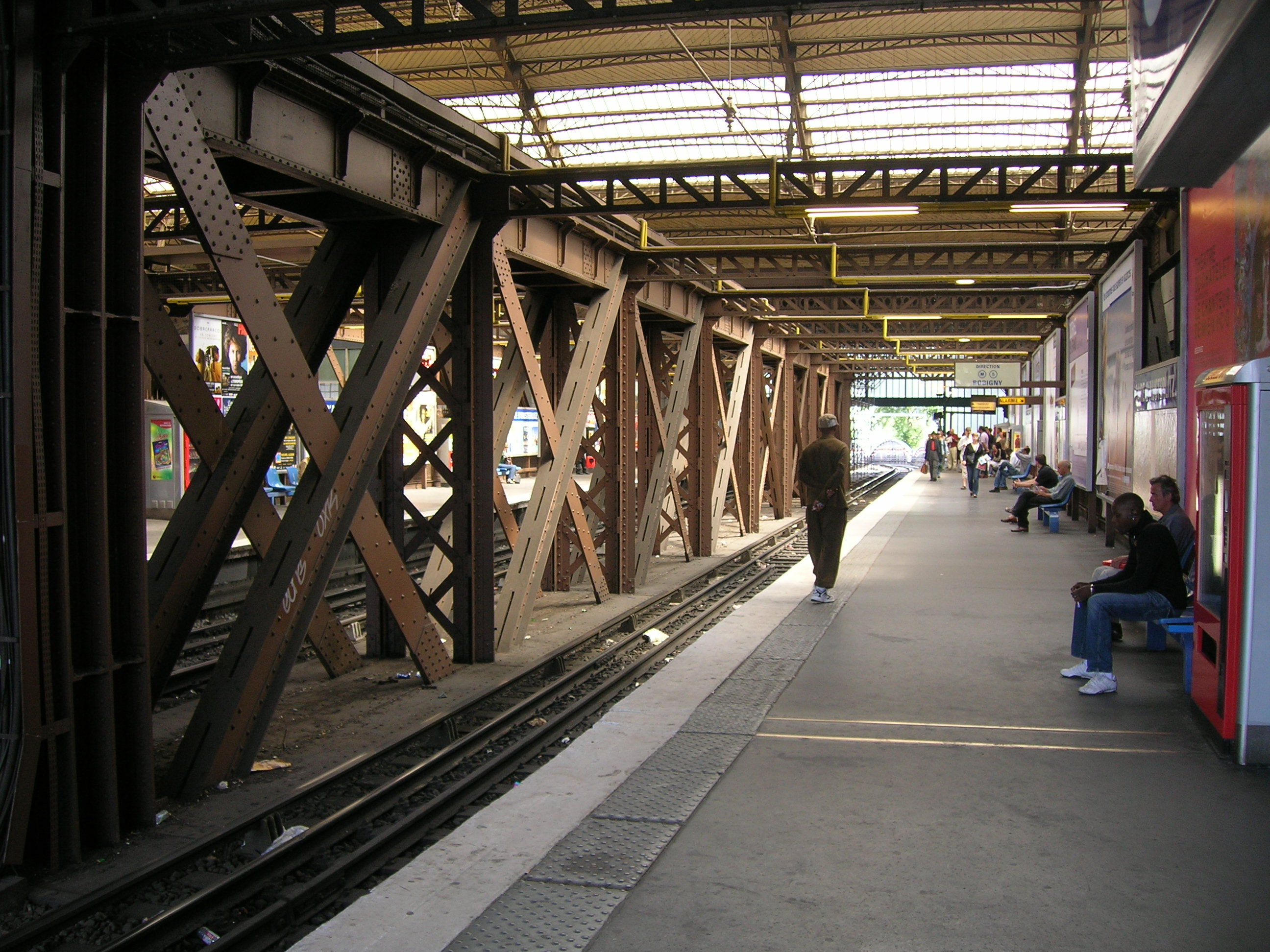
Гар д'Остерлиц
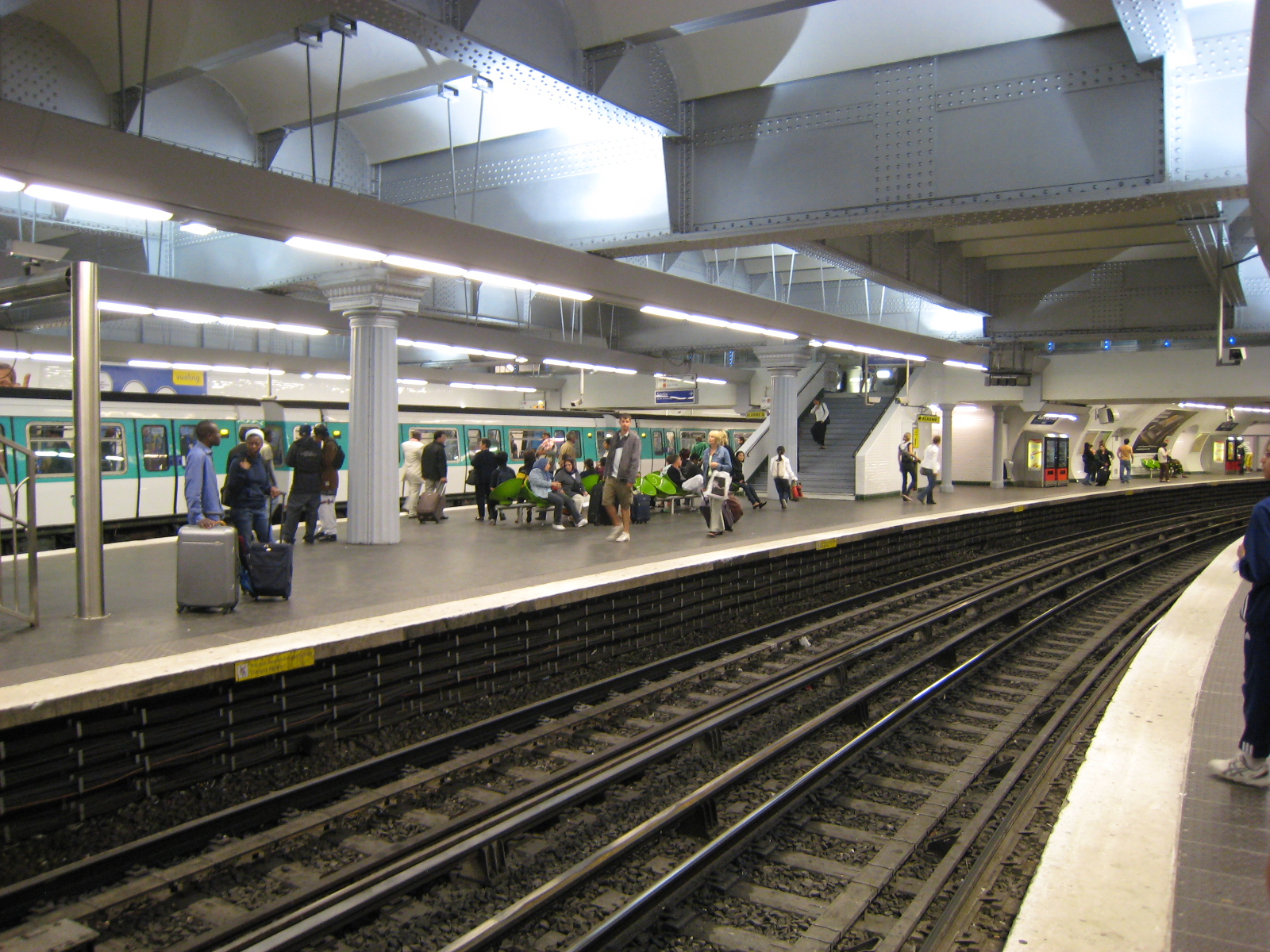
Гар де л'Эст
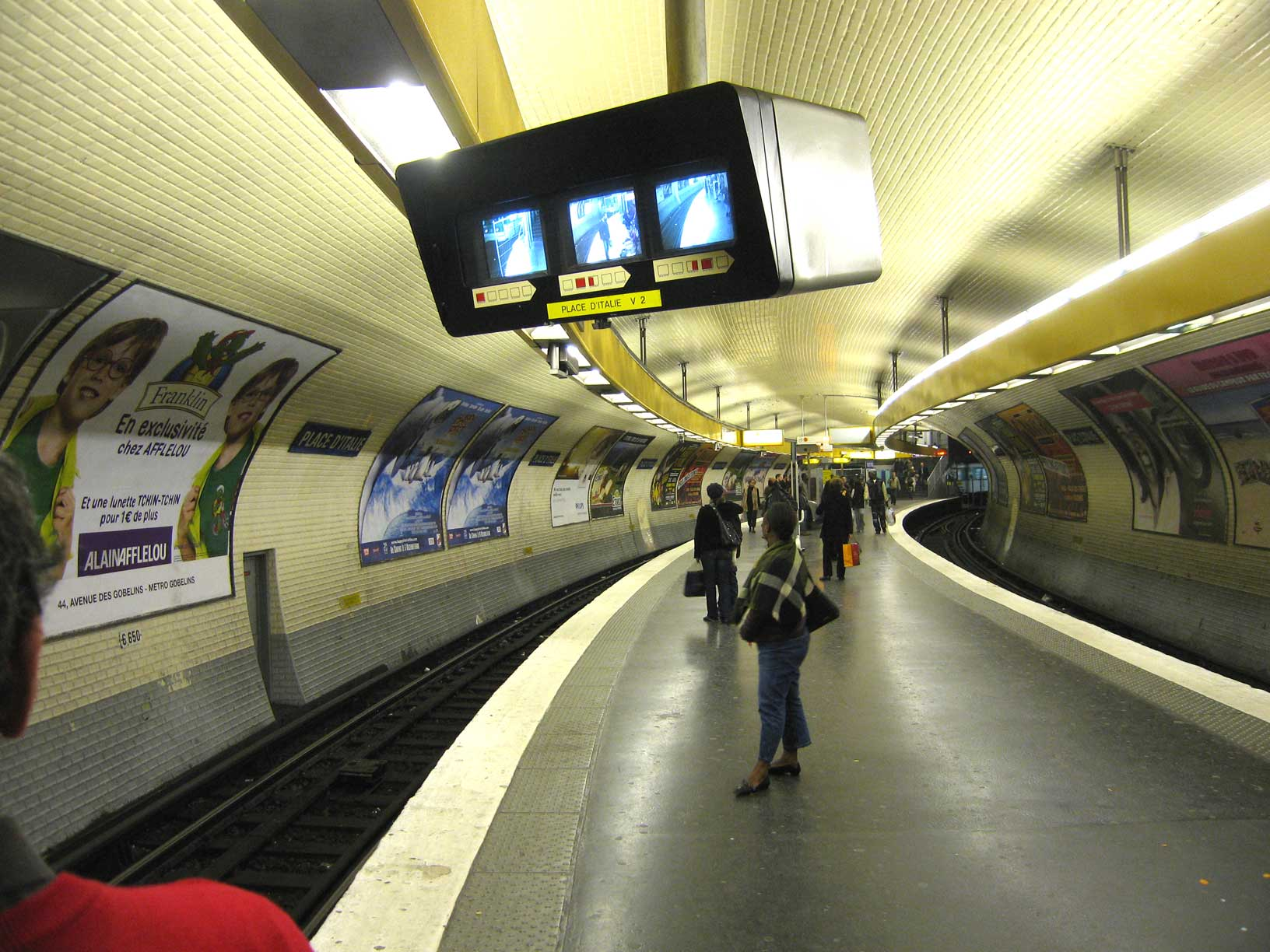
Пляс д'Итали
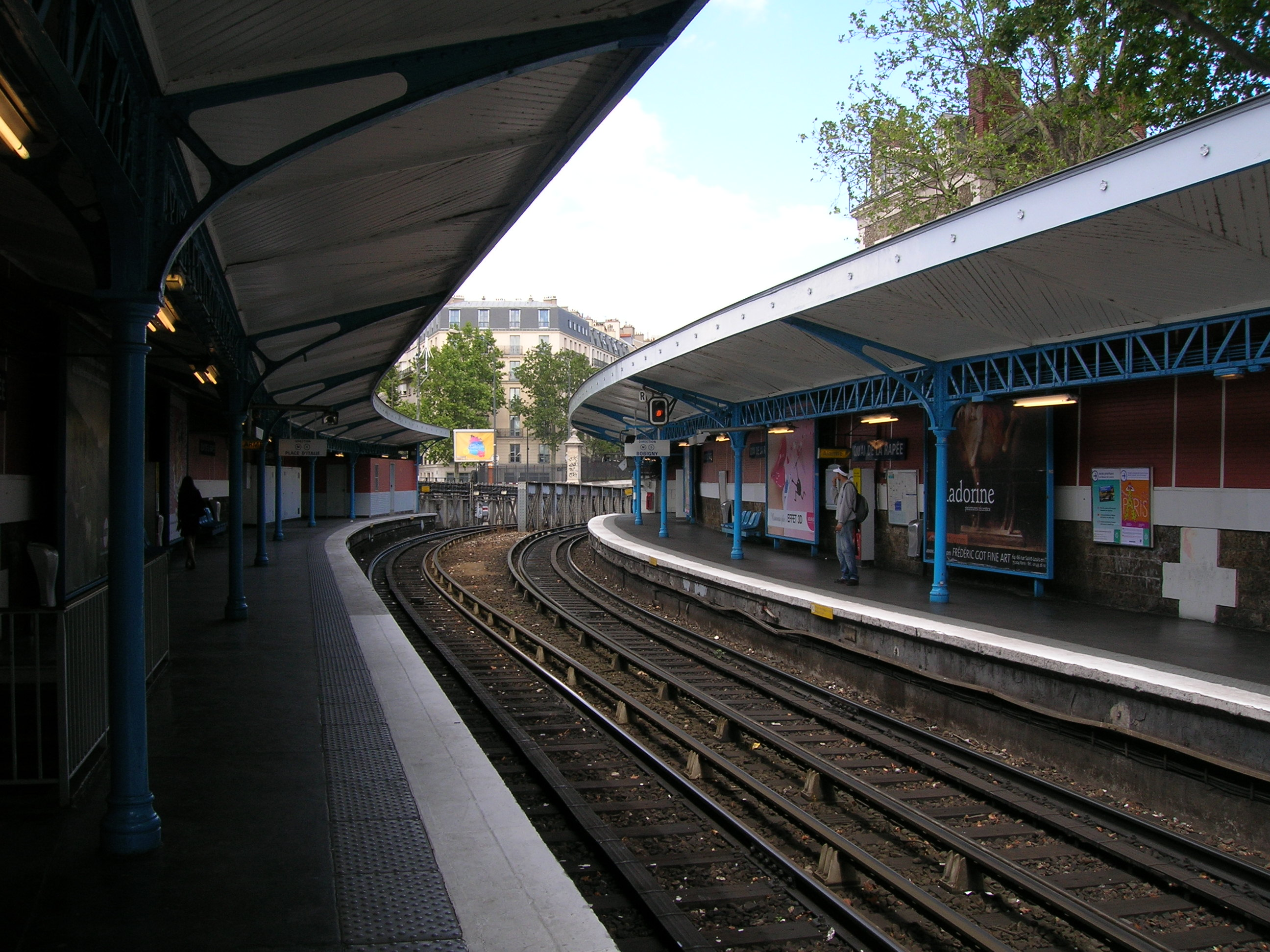
Ке-де-ля-Рапе
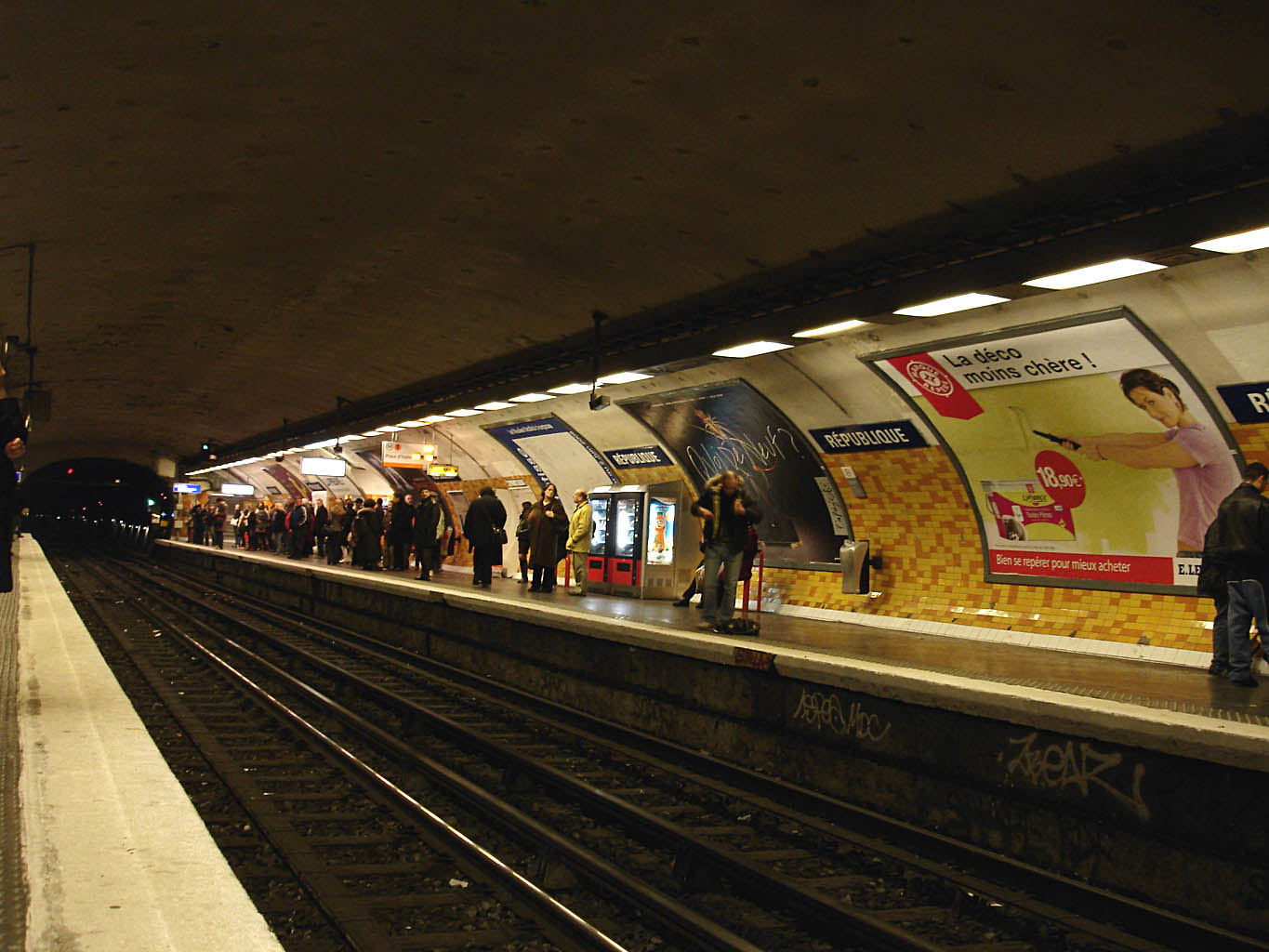
Репюблик
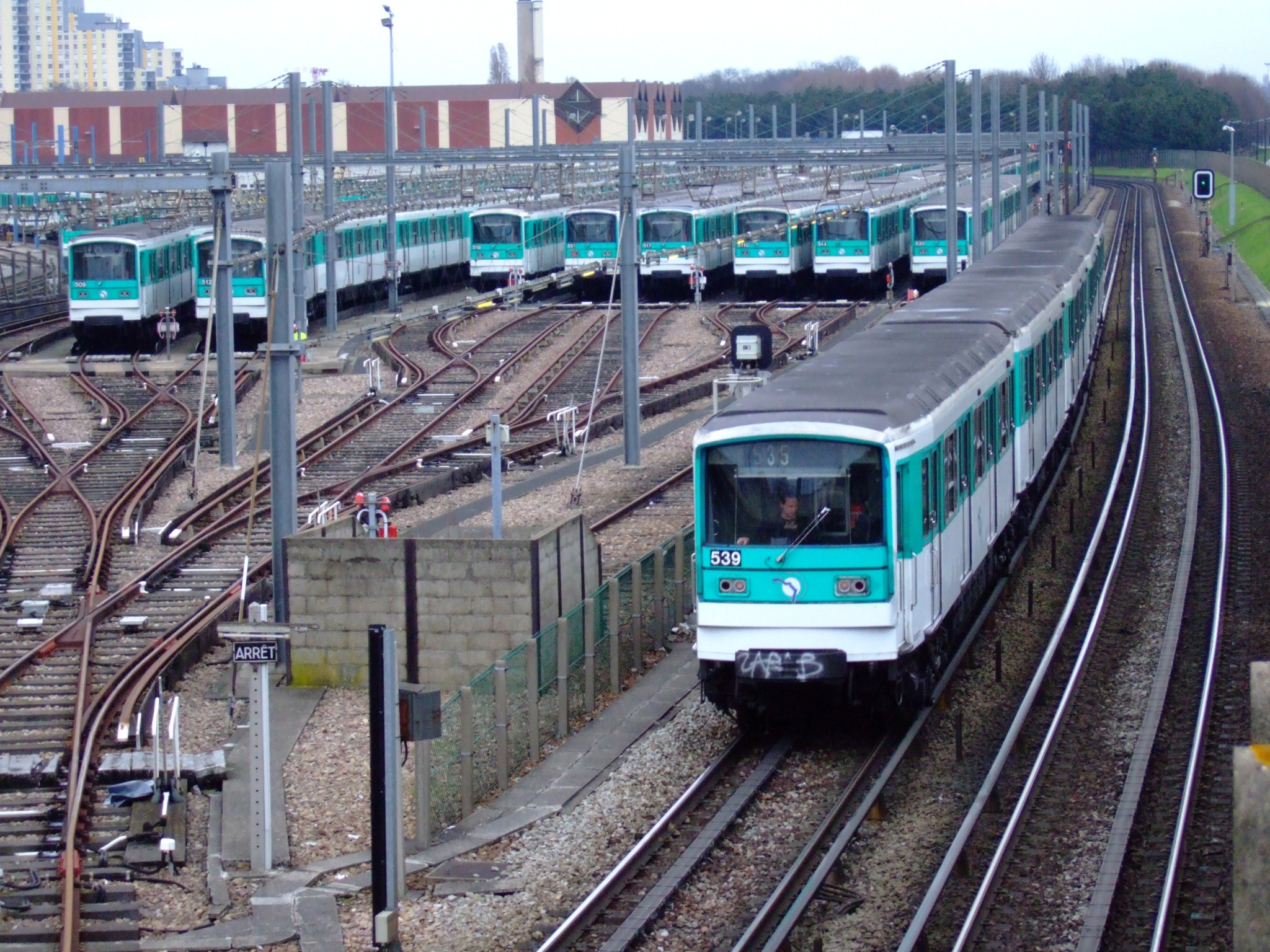
Поезда MF 67 в ателье де Бобиньи
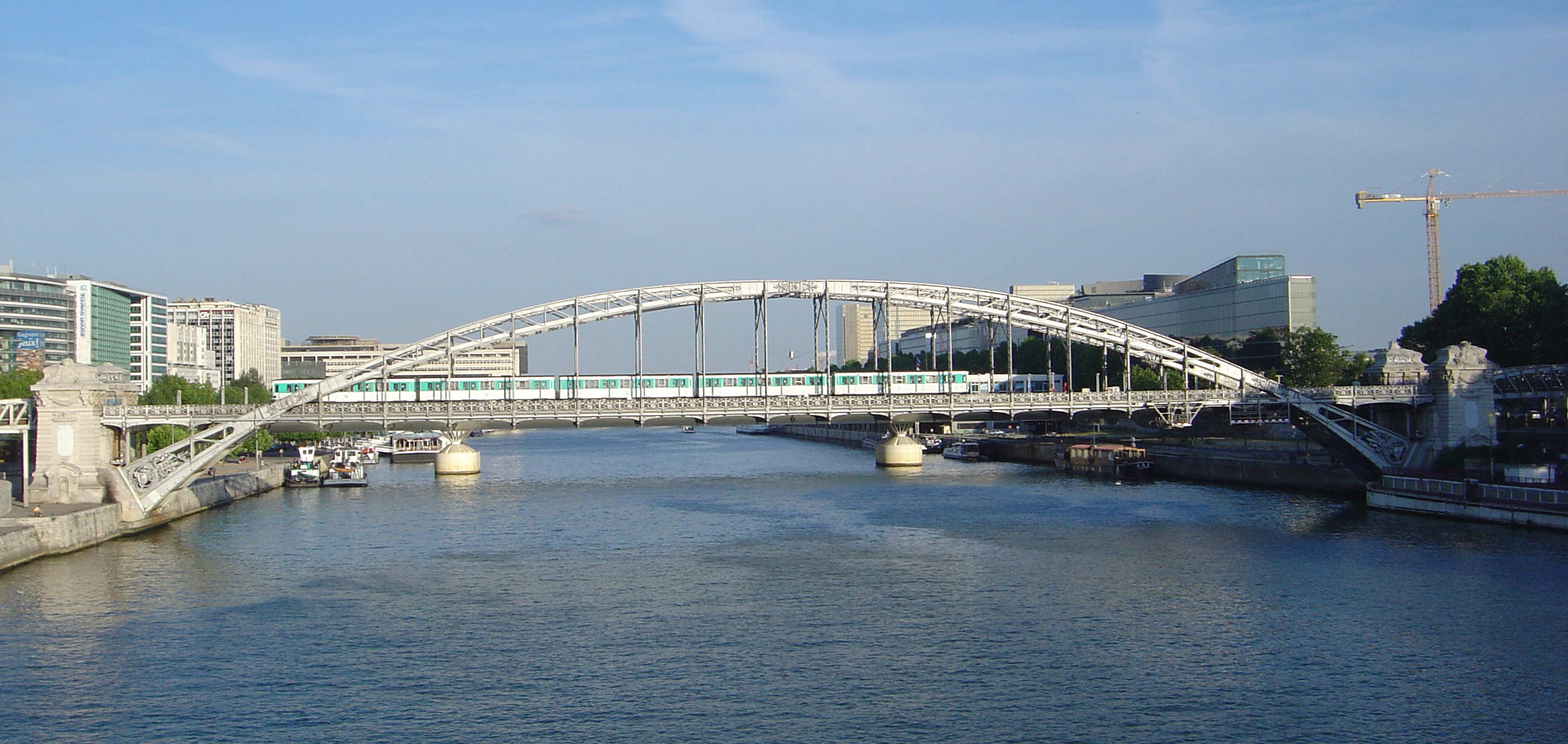
Состав MF 67.
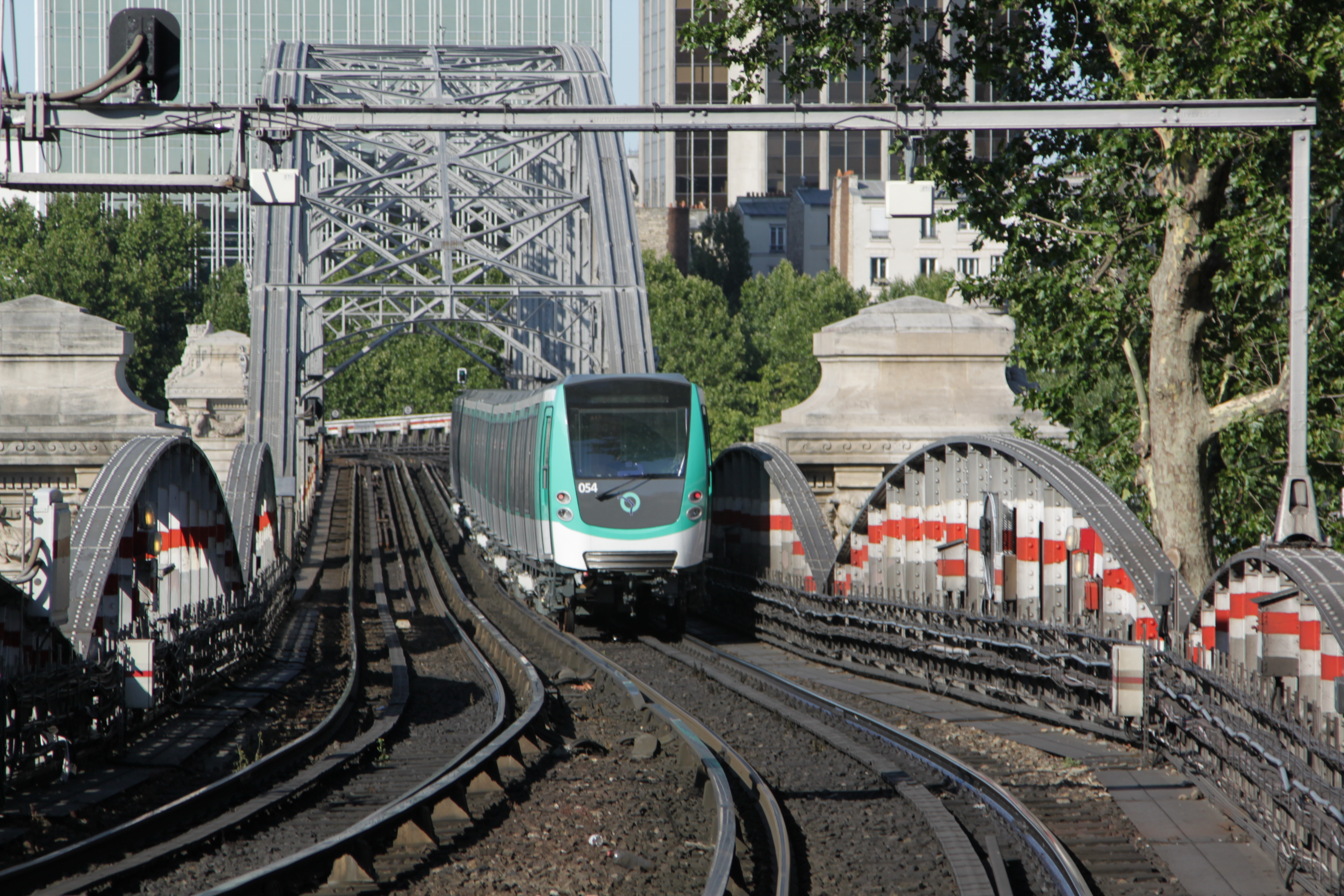
Состав модели MF 01